# Tiên Lục
Tiên Lục là một xã thuộc tỉnh Bắc Ninh, Việt Nam.

## Địa lý
Xã Tiên Lục có vị trí địa lý:
- Phía đông giáp các xã Lạng Giang và Kép
- Phía tây giáp xã Phúc Hòa
- Phía nam giáp xã Mỹ Thái
- Phía bắc giáp xã Bố Hạ.

Xã Tiên Lục có diện tích 51,49 km², dân số 59.220 người, mật độ dân số đạt 1.150 người/km².

## Lịch sử
Ngày 28 tháng 9 năm 2024, Ủy ban Thường vụ Quốc hội ban hành Nghị quyết số 1191/NQ-UBTVQH15 về việc sắp xếp đơn vị hành chính cấp huyện, cấp xã của tỉnh Bắc Giang giai đoạn 2023 – 2025 (nghị quyết có hiệu lực từ ngày 1 tháng 1 năm 2025). Theo đó, sáp nhập toàn bộ 5,99 km² và quy mô dân số là 7.956 người của xã Mỹ Hà vào xã Tiên Lục. Xã Tiên Lục có 20,53 km² diện tích tự nhiên và quy mô dân số là 22.641 người.
Ngày 16 tháng 6 năm 2025, Ủy ban Thường vụ Quốc hội ban hành Nghị quyết số 1658/NQ-UBTVQH15 của UBTVQH về việc sắp xếp các đơn vị hành chính cấp xã của tỉnh Bắc Ninh năm 2025. Theo đó, sắp xếp toàn bộ diện tích tự nhiên, quy mô dân số của các xã Đào Mỹ, Nghĩa Hòa, An Hà, Nghĩa Hưng và Tiên Lục thành xã mới có tên gọi là xã Tiên Lục.